# ガンカー・プンスム
ガンカー・プンスム（Gangkhar Puensum 簡体字: 冈嘎本孙峰; 繁体字: 岡噶本孫峰、チベット語: གངས་དཀར་སྤུན་གསུམ, ワイリー方式:་gangs dkar spun gsum）は中華人民共和国とブータンの境界にあり、人類がまだ登頂していない山の最高峰でもある。標高は海抜7570メートル。1983年にブータンが登山を解禁してから、1985年と1986年に4つの遠征隊が登頂に失敗している。だが、1998年に衛星峰への登頂に中華人民共和国側から成功した。
ガンカー・プンスム（Gangkhar Puensum）の音訳には "Gangkar Punsum" や "Gankar Punzum" があり、「崇高な三兄弟の白い峰（ White peak of the three spiritual brothers ）」という意味がある。
ガンカー・プンスムは1922年に初めて標高が計測されたが、地図は正確ではなく山は別の場所に全く異なる高さで表示されていた。このため最初の登山隊は山を発見することが全く出来なかった。
1986年のイギリスの遠征隊による本は標高を24,770フィート（7549メートル）とし、すぐ近くのクーラ・カンリが完全に中国内にある一方でガンカー・プンスムは完全にブータン内にあるとした。クーラ・カンリは標高7554メートルで、北東へ30km行ったところにある別の山であり、初登頂は1986年である。
1994年から、ブータンでは6000メートル以上の山への登山は地域の宗教信仰に反するとして禁止され、2003年からはあらゆる種類の登山が完全に禁止されている。ガンカー・プンスムより標高が高い未登の頂はどれも衛星峰であるため、主峰としてのこうした特別な状態は今後も続くとみられる。
1998年に、日本の登山隊が中国登山協会から登頂許可を入手したが、ブータンの政治問題により許可は取り消された。その代わり、1999年に、中国側からの登山を行い、標高7535メートルの衛星峰であるリャンカン・カンリ（ガンカー・プンスム北峰としても知られる）への登頂に成功した。多くの地図と異なり、この登山隊の報告では頂上はチベット内にあり、チベットとブータンとの国境は頂上を横切っていると示されている。この標高は日本の情報により支持され、次いで中国の情報に準拠した。これはまだブータンでは調査されていない。

## 参考記事と外部リンク
- Berry, Steven K. (1988). ‘’The Thunder Dragon Kingdom: A Mountaineering Expedition to Bhutan’’ (1st ed.). Marlborough: Crowood Press ISBN 1-85223-146-7 and Seattle: Cloudcap Press ISBN 0-938567-07-1. これは1986年のイギリス登山隊の本である。
- Nirvana Expeditions 山の写真 （動植物のビジュアルサイト）
- Himalayan Kingdoms Ltd and a photograph of the mountain (photographs, Bhutan, Lunana).
- Tin-Tin Trekking 山を含むブータンの地図（北端の角）
- Travel Intelligence ブータンでの登山と制限に関する記事
- 1999年の日本遠征隊の報告
- 天野ミチヒロ (2016). 大迫力!世界のUMA未確認生物大百科. 西東社. p. 236. ISBN 9784791624874